# Lethrus saryhissoricus
Lethrus saryhissoricus är en skalbaggsart som beskrevs av Nikolajev 1987. Lethrus saryhissoricus ingår i släktet Lethrus och familjen tordyvlar. Inga underarter finns listade i Catalogue of Life.